# Bernard Dorin
Pour les articles homonymes, voir Dorin.
Bernard Dorin, né le 25 août 1929 à Beauvais et mort le 20 février 2019 à Paris, est un diplomate français élevé à la dignité d'ambassadeur de France en 1992.

## Biographie
Diplômé de l'Institut d'études politiques de Paris (1950), il entre en 1954 à  l'ENA  et est major de la promotion Guy Desbos (1954- 1956) ; il choisit alors la carrière diplomatique et  gravit rapidement les différents échelons de cette carrière : il devient, après une année sabbatique à l'université Harvard (1969-1970), ambassadeur de France en Haïti (1972-1975). Il est alors le plus jeune ambassadeur français à 42 ans. Constatant la misère du pays, il obtient grâce à Michel Jobert un entretien avec le président Pompidou afin d'obtenir de l'aide au développement pour Haïti, en disant que si l'aide n'était pas accordée, il risquait de démissionner de son poste. Il obtient l'aide financière pour Haïti et il fait construire la première route goudronnée de l'île.  
Il est ensuite chef du service des affaires francophones du ministère (1975-1978), poste qu'il créée, puis ambassadeur en Afrique du Sud (1978-1981). Il est directeur d'Amérique au ministère (1981-1984), puis à nouveau ambassadeur : au Brésil (1984-1987), au Japon (1987-1990) et enfin au Royaume-Uni (1991-1993). 
Il est élevé à la dignité d'ambassadeur de France en 1992.
De 1993 à 1997, il est conseiller d'État en service extraordinaire.
De 2000 à 2007, il est ambassadeur de l’ordre souverain de Malte à l’Île Maurice.
Il préside Avenir de la langue française de 1998 à 2003. Président d'honneur de l'association Les Amitiés acadiennes, Président d'honneur du Comité de l'Europe pour les Etudes et Informations Parlementaires, il anime également le groupe France-Wallonie-Bruxelles. Il est aussi le président du jury du prix Richelieu Senghor[réf. souhaitée], dont il a été lauréat en 2007.
Il fut chargé du cours « cultures, langues et religions dans le monde contemporain » à l'École des hautes études internationales et politiques (HEI-HEP) à Paris.

## Distinctions
- Commandeur de la Légion d'honneur (31 décembre 2009)[4]
- Commandeur de l'ordre des Palmes académiques (1987)[5]
- Chevalier grand-croix de l'ordre royal de Victoria
- Officier de l'Ordre national du Québec [6]
- Chevalier de grâce magistrale de l’ordre souverain de Malte.
- Décoré de l'ordre des francophones d'Amérique.

## Œuvres
- Les Kurdes - Destin héroïque, destin tragique, Éditions Lignes De Repères, 2005  (ISBN 2-915752-02-8)
- Appelez-Moi Excellence, Éditions Alain Stanké, 2001